# Гадзада Скиано
'Гадза̀да Скиа̀но (на италиански: Gazzada Schianno; на ломбардски: Gagiava e Sc'ian, Гаджава е Счан) е община в Северна Италия, провинция Варезе, регион Ломбардия. Администативен център на общината е село Гадзада, което е разположено на 368 m надморска височина. Населението на общината е 4653 души (към 2017 г.).